# Beleg van Doornik (1340)
Het Beleg van Doornik, een onderdeel van de Honderdjarige Oorlog, een oorlog waar het koninkrijk Engeland stond tegenover het koninkrijk Frankrijk, vond plaats tussen 23 juli en 25 september 1340 in en rond de stad Doornik. Een coalitie van Engelsen, Vlamingen, Brabanders en Henegouwers probeerde vruchteloos de stad te veroveren op de Fransen.

## Achtergrond
Na de Slag bij Sluis (1340) hadden de Engelsen de controle over het Kanaal. Om de oorlog weg te halen uit Noord-Frankrijk, viel koning Filips VI van Frankrijk het graafschap Henegouwen aan, de thuisbasis van de vrouw van Eduard III van Engeland, Filippa van Henegouwen. Eduard III riposteerde met het teisteren van Noord-Frankrijk. Zijn vazal Robert III van Artesië viel Sint-Omaars aan en Eduard III, Doornik. Eduards leger kreeg steun van Vlaamse milities onder Jacob van Artevelde, aangevuld met troepen van hertog Jan III van Brabant en graaf Willem II van Henegouwen.

## Verloop
Behalve de inwoners was er ook een garnizoen Franse soldaten in de stad. Aanvankelijk hadden de belegeraars groot vertrouwen in de afloop. Graaf Willem kreeg in augustus zelfs toestemming om een strooptocht te houden buiten Henegouwen. Hij plunderde Saint-Amand-les-Eaux, Orchies, Seclin en Marchiennes. De wankele coalitie vertoonde steeds diepere scheuren, onder meer door de slechte verhouding tussen de Vlamingen en de Brabanders. Artevelde liet de Brabantse minstreel Herman de Bonghere folteren op verdenking van spionage, terwijl hertog Jan werd beschuldigd van lafheid en corruptie. Vervolgens werd het een uitputtingsslag. Eduard geraakte in geldproblemen, de voorraden van de inwoners van Doornik raakten op. Filips VI kwam met groot leger versterking bieden.
Johanna van Valois, zus van Filips VI en moeder van Filippa, kwam persoonlijk op 22 september een wapenstilstand onderhandelen. Wat volgde is de Vrede van Esplechin en het beleg werd beëindigd.

## Trivia
Het beleg van Doornik was een van de eerste veldslagen waar het kanon in West-Europa werd gebruikt.